# Капель, Рудольф
Рудольф Капель (нем. Rudolf Capell; 24 января 1635, Гамбург — 24 апреля 1684, Гамбург) — немецкий педагог, историк и филолог.
Сын гамбургского священника, Рудольф Капель учился в университетах Виттенберга и Гисена, а затем вернулся в родной Гамбург.
Написал до 200 научных исследований и заметок, в том числе: «De numo Zenonis» (Гамб., 1667), «Verzeichniss derer den Arcanern etc. entgegengesetzten Schriften» (там же, 1668), «Cl. Ctnfletii de antique numo liber» (1678), «Lectionum bibliothecariarum syntagma» (1682), «De Alcorano» (1683).
Автор известного сборника о северных странах Европы и Азии: «Vorstellungen des Norden oder Bericht von einigen Nordländern, und absonderlich von dem so genannten Grünlande» (Гамбург и Стокгольм, 1678). Фёдор Аделунг в своём «Kritisch-Litterärische Übersicht der Reisenden in Russland» ошибочно утверждает, будто бы Капель сам был в России; однако труд Капеля — не что иное, как сборник рассказов разных путешественников.